# U-42 (1939)
| U-42                                                       | U-42 | U-42 |
| ---------------------------------------------------------- | --- | --- |
|                                                            | | |
|                                                            | | |
| Зображення підводного човна U-37, аналогічного з U-42 типу | | |
| Під прапором                                               | Третій Рейх | Третій Рейх |
| Спуск на воду                                              | 16 лютого 1939 року | 16 лютого 1939 року |
| Виведений зі складу флоту                                  | 15 липня 1939 року | 15 липня 1939 року |
| Сучасний статус                                            | 13 жовтня 1939 року потоплений у Північній Атлантиці південно-західніше Ірландії глибинними бомбами британських есмінців «Аймоген» та «Айлекс»                    | 13 жовтня 1939 року потоплений у Північній Атлантиці південно-західніше Ірландії глибинними бомбами британських есмінців «Аймоген» та «Айлекс»                    |
| Проєкт                                                     | | |
| Тип ПЧ                                                     | Торпедний ДПЧ | Торпедний ДПЧ |
| Розробник проєкту                                          | Deutsche Schiff- und Maschinenbau, AG Weser, Бремен | Deutsche Schiff- und Maschinenbau, AG Weser, Бремен |
| Основні характеристики                                     | | |
| Швидкість (надводна)                                       | 18,2 вузла | 18,2 вузла |
| Швидкість (підводна)                                       | 7,7 вузла | 7,7 вузла |
| Робоча глибина занурення                                   | 100 м | 100 м |
| Гранична глибина занурення                                 | 220 м | 220 м |
| Автономність плавання                                      | 78 миль (144 км) на швидкості 4 вузли (7,4 км/год) (у підводному положенні) 10 500 миль (19 400 км) на швидкості 10 вузлів (18,6 км/год) (у надводному положенні) | 78 миль (144 км) на швидкості 4 вузли (7,4 км/год) (у підводному положенні) 10 500 миль (19 400 км) на швидкості 10 вузлів (18,6 км/год) (у надводному положенні) |
| Екіпаж                                                     | 48 осіб | 48 осіб |
| Розміри                                                    | | |
| Довжина найбільша (по КВЛ)                                 | 76,50 м | 76,50 м |
| Ширина корпусу найб.                                       | 5,85 м | 5,85 м |
| Висота                                                     | 9,4 м | 9,4 м |
| Середня осадка (по КВЛ)                                    | 4,70 м | 4,70 м |
| Водотоннажність надводна                                   | 1032 т | 1032 т |
| Озброєння                                                  | | |
| Артилерія                                                  | 1 × 88-мм палубна гармата SK C/35 | 1 × 88-мм палубна гармата SK C/35 |
| Торпедно- мінне озброєння                                  | 4 носових і два кормових ТА. 22 торпеди або 44 міни TMA чи 66 TMB                                                                                                 | 4 носових і два кормових ТА. 22 торпеди або 44 міни TMA чи 66 TMB                                                                                                 |
| ППО                                                        | 1 × 37-мм зенітна гармата SKC/30 2 × 20-мм зенітні гармати FlaK 30                                                                                                | 1 × 37-мм зенітна гармата SKC/30 2 × 20-мм зенітні гармати FlaK 30                                                                                                |

U-42 — німецький підводний човен типу IX A, що входив до складу крігсмаріне за часів Другої світової війни. Закладений 21 грудня 1938 року на верфі Deutsche Schiff- und Maschinenbau, компанії AG Weser у Бремені. Спущений на воду 16 лютого 1939 року, 15 липня 1939 року корабель увійшов до складу ВМС нацистської Німеччини.
За час служби човен здійснив 1 бойовий похід, у якому потопив одне британське суховантажне судно Stonepool (4803 GRT).
13 жовтня 1939 року під час бойового виходу U-42 капітан-лейтенанта Рольфа Дау був атакований глибинними бомбами британських есмінців «Аймоген» та «Айлекс». Внаслідок ураження човен затонув, 26 людей загинули і 20 встигли врятуватися та взяті в полон британськими екіпажами. U-42 став п'ятим німецьким підводним човном, знищеним у ході бойових дій на морі.